# Найдиш Володимир Михайлович
Володимир Михайлович Найдиш (нар. 7 червня 1940, в м. Авдіївка Донецької області Донецька область — 17 вересня 2007, Мелітополь) — український вчений і педагог у галузі нарисної і прикладної геометрії, інженерної та комп'ютерної графіки, доктор технічних наук, професор, академік, заслужений діяч науки і техніки України.

## Біографія
Народився в сім'ї службовців. У 1957 році закінчив з золотою медаллю Йовсузьку середню школу (Луганська обл.), а у 1962 році — з відзнакою Мелітопольський інститут механізації сільського господарства (нині ТДАТУ). Був залишений в інституті для викладацької роботи асистентом кафедри нарисної геометрії і машинобудівного креслення.
З 1964 р. по 1967 р. навчався під керівництвом проф. Юдицького М. М. в аспірантурі МІМСГ, після чого працював на цій же кафедрі старшим викладачем, доцентом, старшим науковим працівником. З 1977 року — завідувач кафедри нарисної геометрії і інженерної графіки. У 1969 році у Тбілісі захистив кандидатську дисертацію у спецраді Грузинського політехнічного інституту, докторську — у 1983 у спецраді Московського авіаційного інституту. Звання доцента отримав у 1972 р., професора — у 1985 р.
У 1994 р. В. М. Найдиша обрано академіком Академії інженерних наук України, у 1999 р. його удостоєно почесного звання «Заслужений діяч науки і техніки України», з 1998 р. він віце-президент Української Асоціації з прикладної геометрії.
17 вересня 2007 року після тяжкої хвороби Володимира Михайловича не стало.

## Нагороди
Нагороджений: орденом Дружби Народів (1986 р.), медаллю Відмінник народної освіти УРСР, Почесною грамотою Верховної Ради України (2007 р.). Неодноразово нагороджений Почесними грамотами Міністерства АПК і Запорізької облради. Як видатний діяч сучасної України він увійшов до біографічного довідника «Хто є хто в Україні», як знакова особистість регіону — до біографічного збірнику «Кто есть кто на Мелитопольщине».

## Наукова робота
Його трудовий стаж складає 45 років, він працював на посадах асистента, старшого викладача, доцента, завідувача кафедри, першого проректора, проректора з наукової роботи.
Наполеглива та плідна науково-дослідна робота В. М. Найдиша по розв'язанню актуальних проблем прикладної геометрії вивело його на новий рівень досліджень, де ним були отримані нові наукові та прикладні результати, які відображені в його численних публікаціях, практичних розробках, рекомендаціях та в докторській дисертації на тему «Методи і алгоритми формування двомірних обводів та поверхонь за заданими диференціально-геометричними умовами». У цих роботах ним було запропоновано диференціально-геометричний метод, головною ідеєю якого є формування диференціального рівняння множини кривих ліній або поверхонь із заданими геометричними властивостями, які диктуються вимогами технології їхнього виробництва або функціонування в виробничих умовах, з наступним конструюванням реальних поверхонь і їхніх лінійних каркасів з заданими позиційними та іншими властивостями. Цей підхід дозволив йому отримати нові способи геометричного моделювання циклічних, каналових, каркасних, розгорнутих та інших видів поверхонь та їхніх каркасів із спеціальних ліній (геодезичних, асимптотичних та ліній кривини). Стосовно кривих ліній ним вперше була поставлена вимога відсутності осциляції і запропоновані способи, що гарантують її запобігання.
Розроблені В. М. Найдишем методи ґрунтуються на глибокому знанні теорії диференціальних рівнянь, диференціальної геометрії, теорії лінійних множин та наближення функцій. Практична спрямованість результатів його досліджень стала основою їх різноманітних впроваджень у виробництво (авіа- та автомобілебудування, виробництво робочих органів ґрунтообробних машин і знарядь, конструювання каналових поверхонь двигунів внутрішнього згоряння, профілювання кулачків і т. ін.).
Під керівництвом В. М. Найдиша сформована наукова Мелітопольська школа прикладної геометрії, ним запропоновано та розвинуто новий напрямок у прикладній геометрії кривих ліній та поверхонь — варіативне дискретне геометричне моделювання. У цьому напрямку розроблені оригінальні методи, що ґрунтуються на геометричних співвідношеннях заданих елементів дискретно представлених кривих ліній та поверхонь і дозволяють досягти високої точності моделювання, його швидкодії, запобігають появленню осциляції. На цій основі отримуються нові, більш досконалі проектні рішення реальних виробничих проблем моделювання. Ефективність проведених у цьому напрямку досліджень підтверджено захистом 2-х докторських та 10 кандидатських дисертацій.
Особисті дослідження В. М. Найдиша явилися початковим моментом у формуванні наукових напрямків його учнів — нині докторів наук: Балюби І. Г., Верещати В. М., Найдиша А. В., Нурмаханова Б. Н..

## Громадська робота
Академік В. М. Найдиш вів активну громадську та науково-організаційну роботу. Він був членом докторської спеціалізованої вченої ради при КНУБА. Протягом багатьох років він брав участь у роботі редколегії республіканської збірки «Прикладна геометрія та інженерна графіка».
Працюючи на посаді першого проректора ТДАТА, Найдиш В. М. став ініціатором видання фахової наукової збірки «Праці Таврійської агротехнічної академії». У 1997 р. вийшов перший том випуску 4 цієї збірки — «Прикладна геометрія та інженерна графіка». Під його керівництвом і безпосередньою участю було видано 36 томів цього випуску, де були опубліковані результати досліджень з прикладної геометрії не тільки науковців ТДАТА, а й провідних вчених України та країн СНД.
В. М. Найдиш — засновник (1994 р.) і безпосередній організатор проведення щорічної Міжнародної науково-практичної конференції «Сучасні проблеми геометричного моделювання» (м. Мелітополь), на якій щоразово було представлено близько 160 доповідей.
Багаторічна плідна наукова-організаційна праця В. М. Найдиша, наявність власної наукової школи та наукового напрямку були визнані не тільки в Україні, але й у країнах СНД. Цей факт, а також наявність фахової збірки Мелітопольської школи, щорічні наукові конференції школи дали підґрунтя для того, що наказом ВАК України № 119 від 19.03.02 на базі Мелітопольської школи прикладної геометрії затверджено спеціалізовану вчену раду К18.819.02 по захисту кандидатських дисертацій зі спеціальності 05.01.01 — «Прикладна геометрія та інженерна графіка», у складі якої 8 членів — представники школи, голова ради — Найдиш В. М. У лютому 2007 р. ВАК України, враховуючи плідну роботу спецради по підготовці науково-педагогічних кадрів, ухвалив рішення про підвищення статусу спецради на докторський.
У 2003 р., враховуючи сучасні тенденції розвитку науки, виробництва та відповідні вимоги до освіти майбутніх фахівців аграрно-промислового комплексу, Найдиш В. М. приймає рішення про відкриття на базі кафедри (разом з кафедрою прикладної математики та обчислювальної техніки), нової для вузів АПК, спеціальності — «Інформаційні технології проектування», а кафедра приймає нову назву — кафедра прикладної геометрії і інформаційних технологій проектування та стає випусковою. У 2004 р. був проведений перший набір на цю спеціальність.
У 2006 р. для потреб нової спеціальності ним був заснований новий випуск збірки «Праці Таврійської агротехнічної академії»– Випуск 5. «Інформаційні технології в прикладній геометрії».
Він був співавтором підручника «Інженерна та комп'ютерна графіка» (2000 р.), який визначено першою премією Президії АН ВШ України у 2001 році, та задачника до нього «Збірник задач з інженерної та комп'ютерної графіки» (2002 р.), а також посібника «Тлумачення термінів з прикладної геометрії, інженерної та комп'ютерної графіки» (1998 р.), що знайшли визнання наукової та педагогічної громадськості.

## Основні результати науково-методичної роботи
Монографії:
- «Дифференциально-параметрический метод формирования поверхностей» (1985 р.);

- «Конструирование развертывающихся поверхностей по заданным условиям» (1985 р.).

Навчальні посібники:
- «Основи дискретної прикладної геометрії» (2007 р.);

- «Дискретне диференціювання» (2007 р.);

- «Дискретна інтерполяція» (2007 р.).

 Загальний список науково-методичних праць академіка Найдіша В. М. складає 234 публікації.